# Хабиб Бургиба
Хабиб Бургиба (на арабски: الحبيب بورقيبة) е виден политик от Дестурската социалистическа партия в Тунис.

## Биография
Роден е на 3 август 1903 г. в град Монастир в семейство на офицер. През 1927 г. завършва право в Парижкия университет.
След това работи като адвокат и се включва активно в движението за независимост на Тунис. Многократно е арестуван и изпращан в изгнание.
Успява да постигне споразумение за независимост с френското правителство, след което е министър-председател (1956 – 1957) и президент (1957 – 1987). Установява в страната еднопартийна политическа система. Отстранен е от президентския пост от министър-председателя Зин Абидин Бен Али през 1987 г.
Умира на 6 април 2000 г. в родния си град Монастир.